# Ruine Wenzelstein (Winzeln)
Die Ruine Wenzelstein, auch Winzeln genannt, ist der heute sichtbare Rest der hochmittelalterlichen Höhenburg auf 951,4 m ü. NN der Herren von Winzeln südwestlich des Lochensteins auf dem Wenzelstein in der Gemeinde Hausen am Tann im Zollernalbkreis in Baden-Württemberg.

## Geschichte
Ein Herrensitz Winzeln bestand seit dem 7./8. Jahrhundert unterhalb des Wenzelsteins. Die Höhenburg entstand (nach Auswertungen von Keramikfunden) vor 1100. Sie lag auf dem Territorium der Scherragrafschaft. Um 1200 wurde die Burg zu Wohnzwecken bereits wieder aufgegeben.
Die Herren von Winzeln tauchten in Urkunden als Zeugen der Gründungen der Klöster Sankt Georgen und Alpirsbach Ende des 11. Jahrhunderts auf. Sie zogen sehr bald aus der Region fort. Zwischen 1240 und 1249 wurden Hugo und Heinrich von Winzeln in Verbindung mit der Deutschordenskommende Beuggen am Hochrhein genannt.
1253 gehörten Güter und Leute aus Meßstetten, Tieringen und Hossingen zur Herrschaft Winzeln. Um 1300 besaß Graf Friedrich von Zollern ein Gut und Leibeigene in Winzeln. Ritter Heinrich von Tierberg erwarb 1345 von den Grafen von Hohenberg das Dorf Tieringen mitsamt Rechten im benachbarten Winzeln.
Nach Winzeln nennt sich im 14. und 15. Jahrhundert ein Seitenzweig der Herren von Digisheim mit dem Beinamen „Grüninger“. Die weitere Geschichte der Ruine steht im Zusammenhang mit dem unterhalb der Burg liegenden Oberhausen.

## Beschreibung

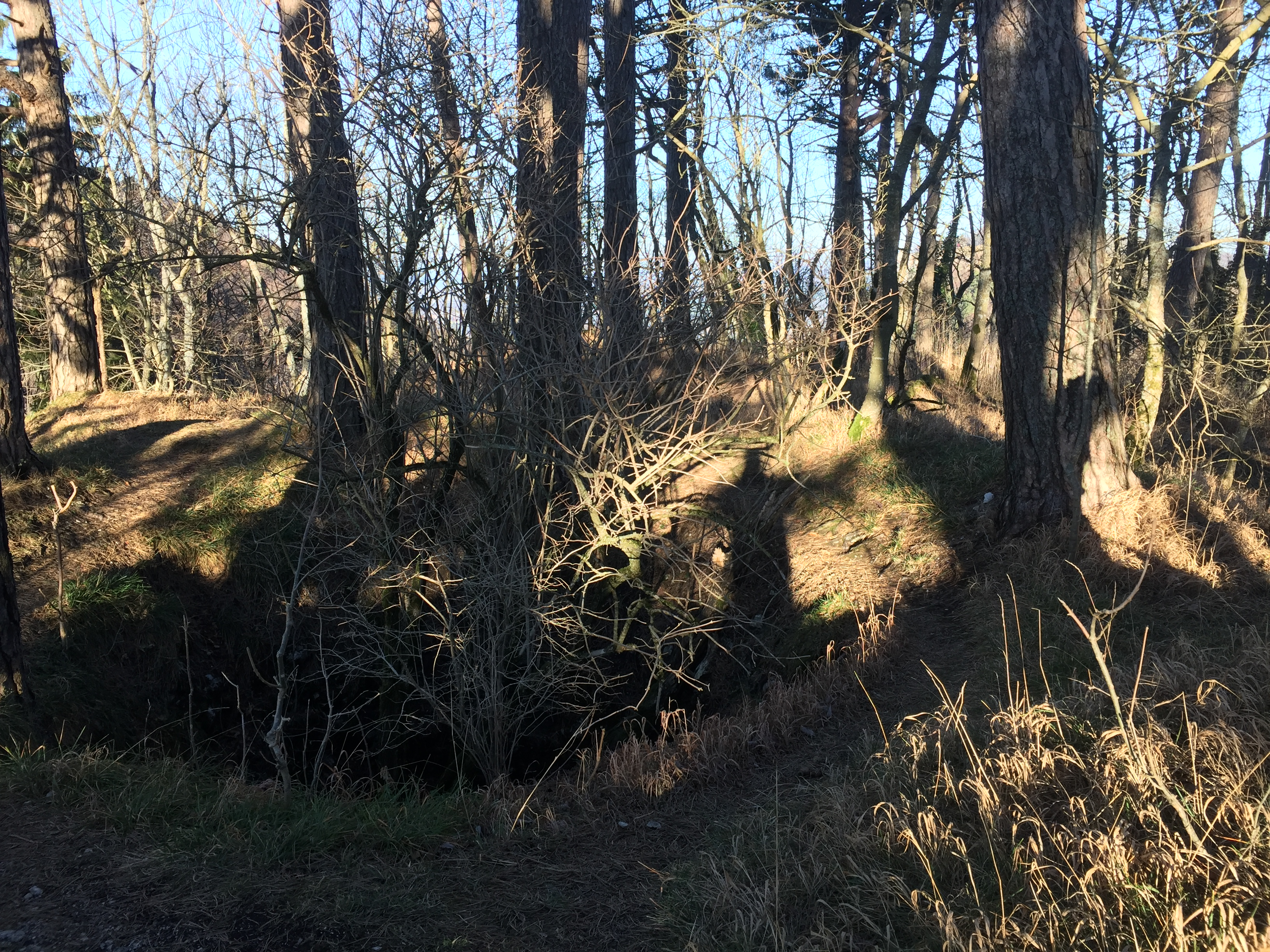
Ehemalige Zisterne der Burg

Der Wenzelstein fällt nach drei Seiten senkrecht ab. Zur offenen, etwa 12 Meter ansteigenden Seite wurde die darauf liegende Burg mit Graben und Wall gesichert. Wo der steil abfallende Fels alleine nicht ausreichte wurden Vorbefestigungen angelegt, die möglicherweise nur durch Palisaden oder Mauern gesichert wurden und nicht zu Wohn- oder Wirtschaftszwecken genutzt wurden. Abgesehen davon lässt sich der Bereich einer Vorburg und einer Kernburg differenzieren. Im Bereich der Kernburg lassen Schuttriegel eine ehemalige Bebauung erkennen. Eine 3 Meter tiefe, ehemals aufgemauerte Zisterne ist im Gelände ebenfalls noch auszumachen.